# Untergründemich
Untergründemich ist ein Ortsteil von Steinenbrück in der Stadt Overath im Rheinisch-Bergischen Kreis in Nordrhein-Westfalen, Deutschland.

## Lage und Beschreibung
Der Ortsteil Untergründemich liegt oberhalb der Bundesautobahn 4 und ist über die Landesstraße 84 und eine Stichstraße zu erreichen. Mit der Buslinie 40 des RVK ist er an den öffentlichen Nahverkehr angeschlossen. Der Untergründemichersiefen fließt nahebei.  Orte in der Nähe sind Obergründemich, Kreutzhäuschen, Brodhausen, Oberbech und Immekeppelerteich.

## Geschichte
Die Topographia Ducatus Montani des Erich Philipp Ploennies, Blatt Amt Steinbach, belegt, dass der Wohnplatz bereits 1715 eine Hofstelle besaß, die als Grümig beschriftet ist. Carl Friedrich von Wiebeking benennt die Hofschaft auf seiner Charte des Herzogthums Berg 1789 als Geräumig. Aus ihr geht hervor, dass der Ort zu dieser Zeit Teil der Honschaft Balken im Kirchspiel Overath war.
Der Ort ist auf der Topographischen Aufnahme der Rheinlande von 1817 als Unt.Gründenich verzeichnet. Die Preußische Uraufnahme von 1845 zeigt den Wohnplatz unter dem Namen Unt. Gründemilch. Ab der Preußischen Neuaufnahme von 1892 ist der Ort auf Messtischblättern regelmäßig als Unt. Gründemich oder Untergründemich verzeichnet.
1822 lebten 24 Menschen im als Hof kategorisierten und Gründemig bezeichneten Ort, der nach dem Zusammenbruch der napoleonischen Administration und deren Ablösung zur Bürgermeisterei Overath im Kreis Mülheim am Rhein gehörte. Für das Jahr 1830 werden für den als Gründemig bezeichneten Ort 29 Einwohner angegeben. Der 1845 laut der Uebersicht des Regierungs-Bezirks Cöln als Weiler kategorisierte und Gründemich bezeichnete Ort besaß zu dieser Zeit sieben Wohngebäude mit 43 Einwohnern, alle katholischen Bekenntnisses.
Die Liste Einwohner und Viehstand von 1848, die unter anderem der Steuererhebung diente, gewährt einen kleinen Einblick in damalige Lebensverhältnisse. Sie zählt in Untergründemich 25 Bewohner, darunter 10 Kinder und nennt Namen der Haushaltungsvorstände. Vier sind als Ackerer gelistet: Joseph Boecker (1 Ochse, 2 Kühe, 1 Rind, 2 Schweine), Moritz Hasberg (1 Ochse, 3 Kühe, 1 Rind, 1 Kalb, 2 Schweine), Adolph Fuchs (1 Kuh) und Anton Selbach, (1 Ochse, 1 Kuh, 1 Rind, 2 Schweine). Als ohne Gewerb und arm wurden Anton Müller und Heinrich Selbach registriert, jeweils ohne Viehbesitz.
Die Gemeinde- und Gutbezirksstatistik der Rheinprovinz führt Untergründemich 1871 mit sechs Wohnhäusern und 32 Einwohnern auf. Im Gemeindelexikon für die Provinz Rheinland von 1888 werden für Unter Gründemich sechs Wohnhäuser mit 26 Einwohnern angegeben. 1895 besitzt der Ort fünf Wohnhäuser mit 24 Einwohnern, 1905 werden fünf Wohnhäuser und 24 Einwohner angegeben.